# Typographies d'Apple
 (juin 2024).
 (juin 2024).
 (septembre 2024).
- Si vous ne connaissez pas le sujet, laissez ce bandeau (vous pouvez alors contacter les auteurs).
- Si vous supprimez le contenu mis en cause (vous pouvez préalablement contacter les auteurs),

argumentez précisément cette suppression dans la page de discussion
(un manque de référence n'est pas un argument ; une recherche réelle de référence doit avoir été effectuée, être formellement documentée).
Apple a notablement contribué aux polices de caractères utilisées dans la publicité, les systèmes d’exploitation et le design industriel. Apple est également un acteur de pointe dans les technologies de développement de polices et détient plusieurs brevets importants pour l’implémentation de moteurs de rendus de police de grande qualité sur les ordinateurs.

## Polices d’entreprise et charte graphique
Durant au moins dix-huit ans, Apple a utilisé une variante de Garamond, appelée Apple Garamond, pour sa charte graphique. Elle était utilisée avec le fameux logo représentant la pomme arc-en-ciel pour les noms inscrits sur les ordinateurs, dans les publicités, les publications maison et sur son site internet. Depuis 2001, Apple a progressivement glissé vers l’utilisation de la police Myriad Pro pour sa promotion. Depuis 2015, Apple utilise désormais la police San Francisco, en tant que police principale sur la majorité des produits et services de la marque.

### Motter Tektura
Avant le premier Macintosh, Apple utilisait la police Motter Tektura, conçue en 1975 par Otmar Motter de la société Voralberger Graphic, pour accompagner son logo, la « pomme entamée ». À cette époque, la police paraissait moderne et innovante.
La forme des lettres s’accordait bien avec le logo ; le « a » minuscule de « apple computer inc. » semblait sortir de la morsure. La police avait été légèrement modifiée, notamment pour enlever le point du « i ».
Selon Rob Janoff, le concepteur du logo, cette police avait été choisie de par son aspect ludique et technologique, qui représentait l’ambition d’Apple de mettre la haute technologie à la portée de tous.
Au début des années 1980, le logo fut simplifié par le retrait de la mention « computer inc. ».

### Apple Garamond
Lors de l’introduction du Macintosh en 1984, Apple a adopté une nouvelle police pour sa charte graphique : Apple Garamond. Elle fut créée à partir de la fonte classique Garamond : l’ITC Garamond (créée par Tony Stan en 1977). C’est Bitstream Inc. qui se chargea de la transformation de la police et de définir les consignes permettant l’optimisation de son affichage à basse résolution (hinting) ; ils compressèrent la police à 80 % de sa largeur (anamorphose) — il existait déjà une police ITC Garamond Condensed qui était compressée à 64 % —, et ajustèrent également la largeur des barres obliques. Cette police fut livrée à Apple sous l’appellation « apgaram ».

Apple Garamond était utilisée dans la plupart des supports marketing d’Apple.

 Lorsque le logo d'Apple était accompagné de texte, celui-ci était toujours en Apple Garamond. Cette police était utilisée pour le nom de l’entreprise, les noms des produits et des modèles, la plupart des publicités et slogans marketing comme Think different., ainsi que dans les manuels.
Ce caractère a fortement identifié Apple durant presque deux décennies, et a contribué pour une large part à sa reconnaissance.
L’ITC Garamond en général, et l’Apple Garamond en particulier, sont considérées par la plupart des typographes comme des polices mal conçues. Caractéristiques des dessins de caractères proposés à partir des années 1970 par ITC (approche serrée et grande hauteur d'x entre autres), ces réinterprétations du Garamond s'écartent en effet des versions habituellement prises comme références par les graphistes et typographes (comme celui de la fonderie Stempel par exemple).

### Apple Myriad
En 2002, Apple a commencé à glisser progressivement vers la famille de polices Apple Myriad, pour son marketing et le conditionnement du matériel. La forme des textes a été changée au fur et à mesure des sorties des nouvelles versions de ses produits. La famille de polices « Myriad » est la propriété d’Adobe Systems ; « Apple Myriad » est une légère variation de cette famille sous licence spécifique.
Les titres et les slogans sont en caractères gras de cette police. Le texte en lui-même utilise toutes les formes de la police, mais certaines parties sont en Helvetica Neue.

### San Francisco
Pour la sortie de l'Apple Watch, Apple a commencé à utiliser San Francisco sur ses produits, tels que l'iPhone les AirPods, et le MacBook Pro. Ce changement est également fait sur de nombreuses parties et bannières du site web officiel. Apple modifie la majorité du texte de son site officiel pour utiliser totalement la police San Francisco le 24 janvier 2017.
C'est depuis la police universelle utilisée par Apple sur tous ses produits et services.

### Autres polices utilisées pour le marketing d’Apple
Avant d’adopter la pomme entamée comme logo, Apple avait pour logo une image compliquée représentant Isaac Newton endormi sous un pommier. Le texte « APPLE COMPUTER CO. » était inscrit sur un ruban ornant le cadre du dessin. Le texte étant dessiné, il n’utilise pas de police de caractères préétablie, bien que son style soit similaire à celui de la police Caslon, avec quelques effets idiosyncrasiques, tel la lettre R s’éloignant du style général.
Pour l’assistant personnel Newton, Apple a choisi d’utiliser la police Gill Sans au lieu d'Apple Garamond. La police Gill Sans Regular est utilisée pour le logo, le nom inscrit sur l’appareil, le clavier et les publicités, mais pas pour l’affichage à l’écran (à l’exception de l’affichage du logo Newton).

## Polices du Macintosh original
Les polices ont toutes, sauf une, été dessinées par Susan Kare, qui est aussi responsable de nombreux détails de l’interface utilisateur tels que les icônes et les pointeurs de la souris.
Le Macintosh était unique pour sa capacité à utiliser des caractères de largeurs différentes, également appelées polices proportionnelles. Auparavant, la plupart des ordinateurs étaient limités à l’utilisation de polices monospaces, où le 'i' et le 'm' utilisaient exactement le même espace sur la ligne. Désormais, les « vraies » polices firent leur entrée dans les ordinateurs personnels, au moins pour l’usage à l’écran, et tous les dessins de caractères du Mac original étaient bitmap.

### Invention des noms
Après avoir dessiné les premières polices, l’équipe décida d’adopter une convention de nommage. Tout d’abord, il fut décidé d’utiliser les noms des arrêts de la ligne de banlieue de Paoli en Pennsylvanie : Overbrook, Merion, Ardmore, et Rosemont. Plus tard, sous la pression de la direction, notamment Steve Jobs, la convention de nommage se référa à des noms de villes d’importance mondiale.

### Variantes
Un certain nombre de variantes de chaque police sont générées à la volée par un algorithme à partir des polices standards. Graisses, italiques, soulignements, surlignement et ombrages sont les variantes les plus courantes.

### Liste
- Cairo est une police bitmap dingbat, célèbre pour le chien-vache (Dogcow) à la place du caractère 'z'.
- Chicago (police sans-sérif) est la police système par défaut du Macintosh dans les Systèmes 1 à 7.6.
- Geneva (police sans-sérif) a été dessinée pour les caractères de petite taille.
- London est une police de style Old English.
- Los Angeles (script) est une police qui imite une écriture manuscrite.
- Monaco (police sans-sérif monospace) est une police à largeur fixe, qui convient bien pour les tailles de caractères de 9 à 12 et est répandue dans toutes les versions de l’interface utilisateur du Mac.
- New-York (police avec sérif) est inspirée de Times Roman.
- San Francisco est une police dite whimsical.
- Venice est une police calligraphique dessinée par Bill Atkinson.

## Les polices dans Mac OS X
Le système de police primaire dans Mac OS X (quelle que soit la version) est Lucida Grande. Pour les étiquettes et les autres textes de petite taille par exemple, c’est Lucida Grande en taille 10 qui est utilisée. Lucida Grande est identique en apparence à son équivalente Windows Lucida Sans, mais contient une variété de signes beaucoup plus grande.
Mac OS X est livré avec de nombreuses polices de grande qualité, provenant de différents auteurs. Selon Apple, Mac OS X inclut pour plus de 10 000 $ de polices Roman, Japonaise et Chinoise de qualité supérieure. Il possède également un support des techniques typographiques sophistiquée, telles que filtres et ligatures.
La police LastResort (dernier recours) est invisible pour l’utilisateur final, mais est utilisée par le système pour afficher des caractères de référence dans le cas où le caractère n’est pas présent dans les autres polices disponibles. Les symboles fournis par LastResort sont distribués en catégorie selon leur emplacement dans le système Unicode et fournissent un indice à l’utilisateur qui ne dispose pas du caractère recherché. Dessinée par Michael Everson d’Evertype, les symboles adhèrent à un design unifié. Les caractères sont carrés avec des coins arrondis, avec une bordure épaisse. Un symbole représentatif du bloc Unicode est placé au centre du carré. La police LastResort est incluse dans Mac OS depuis la version 8.5, mais le succès limité de l’ATSUI sur les systèmes Classic de Mac OS explique que seuls les utilisateurs de Mac OS X l’utilisent régulièrement.
Lucida Grande est la police de Mac OS X qui propose le plus grand choix de caractères. Cette police fournit un choix relativement complet de lettres en Roman, Cyrillique, Hébreu, Thaï et Grec et un assortiment de symboles courants. Au total, elle contient plus de 2800 signes (en incluant les ligatures), dont beaucoup ont été ajoutées par Michael Everson au répertoire initial.
Dans Mac OS X 10.3 (Panther), une police appelée Apple symbols a été ajoutée. Elle complète le choix de symboles de Lucida Grande.
Dans les premières versions de Mac OS X (à partir de mars 2001), les scripts étaient limités aux faibles capacités de Lucida Grande et quelques polices, pour la plupart des scripts japonais.
Zapfino est une police calligraphique conçue et nommée par Hermann Zapf, qui a rénové une police Linotype. Zapfino utilise les fonctions typographiques les plus avancées du format OpenType, et est partiellement incluse dans OS X comme une technologie de démonstration. Les ligatures et les variations de caractères sont massivement présentes. La police est basée sur un exemple de calligraphie de Zapf datant de 1944. La version présente dans Mac OS X ne contient qu’un seul des 6 ensembles vendus par Lynotype.

## Polices destinées à d’autres usages
En 1993, le Groupe pour l’interface homme-machine Apple (Apple's Human Interface Group) conçut les spécifications Espy Sans spécialement pour la lecture à l’écran. Il fut d’abord utilisé par l’interface graphique du Newton, puis par le service en ligne d’Apple, l’eWorld.
L’eWorld d’Apple utilisa aussi une police bitmap épaisse avec graisse, eWorld Tight pour les titres. Les mesures de l’eWorld Tight sont reprises de l'Helvetica ultra compressed.
Lors de sa sortie en octobre 2001, l’iPod d’Apple fut doté de la police bitmap Chicago, police utilisée sur le Macintosh de 1984. Les versions ultérieures de l’iPod puisèrent largement dans le large répertoire de caractères de Chicago TrueType, dont des caractères absents de la Chicago bitmap, comme les caractères des alphabets grec et cyrillique. Comme l’écran ne supporte pas les niveaux de gris, les caractères ne disposent pas d’anti-crènelage.
L’iPod mini, avec un écran significativement plus petit que celui de l’iPod, utilise la police de caractères utilisée à l’origine pour le Newton, Espy Sans.

## Gestion et possibilités des polices

### Système 6.0.8 et antérieurs
Dans les premières versions de Système (l’OS des Macintosh), les polices étaient stockées dans le dossier système. Un utilitaire nommé Font/DA Mover était utilisé pour déplacer les polices dans et en dehors du dossier système. Bien que non soutenue par le Système 6, une prolongation du système TrueType a fourni le support pour les polices générales. Les polices d’imprimantes devaient être installées directement dans le dossier système. Un redémarrage était nécessaire après chaque installation de nouvelles polices, à moins d’utiliser un utilitaire de gestion de polices, tels que SuitCase, FontJuggler, MasterJuggler ou équivalent.

### De Système 7 à Mac OS 9
TrueType est supporté nativement par le Système 7. Les polices sont toujours stockées dans le dossier Système, mais peuvent désormais être installées par glisser-déposer. Il suffit désormais de relancer une application pour pouvoir utiliser les nouvelles polices.
Dans le Système 7.1, un dossier séparé Polices apparut dans le dossier Système. Les polices glissées sur le dossier Système y sont automatiquement rangées, et sont disponibles pour les applications après qu’elles ont été relancées.
Les règles de stockage des polices d’imprimantes varièrent fortement selon les versions du système, les différents imprimantes et les configurations des logiciels. Habituellement, elles sont stockées directement dans le dossier Système, ou dans le dossier Extensions.
À partir de Mac OS 8.5, le système d’exploitation apporta le support des polices data-fork, dont les polices TrueType Windows et OpenType. De plus, Apple créa le format valise data-fork. En même temps, fut ajouté le support des fichiers TrueType, portant l’extension de fichier .ttc.
Les systèmes 7 à 9 acceptent un maximum de 128 valises de polices.

### Mac OS X
Mac OS X supporte une grande variété de formats de polices. Il supporte la plus grande partie des formats utilisés dans les systèmes antérieurs, lorsque la police était stockée dans le ressource fork du fichier. Outre la version data-fork de TrueType et les polices OpenType d’Adobe et Microsoft, OS X supporte le format de police basé sur le propre système data-fork d’Apple, nommé valises data-fork avec l’extension de fichier .dfont. Le système supporte également les polices créées avec la variante Multiple Master PostScript.
Les polices stockées dans les dossiers Police principaux (Système/Bibliothèque/Polices et Bibliothèque/Polices) sont disponibles pour tous les utilisateurs. Les polices stockées dans un dossier utilisateur (~/Bibliothèque/Polices) sont disponibles uniquement pour cet utilisateur.
Mac OS X inclut un logiciel supportant PostScript, qui évite le recours à l’application Adobe Type Manager.
Le support du bitmap et des polices QuickDraw GX a été ajouté à Mac OS X.

### Gestionnaires de tierce partie
Alors que la publication assistée par ordinateur progressait et que le PostScript et d’autres formats de polices rejoignaient les polices bitmap, le besoin d’une gestion unifiée des polices s’est fait sentir. Un certain nombre d’éditeurs ont créé des outils pour gérer des ensembles de polices, permettant de neutraliser des polices actives, ou de les stocker en dehors des emplacements normaux.

## Technologie de polices

### Typographie de pointe Apple (Apple Advanced Typography)
L'Apple Advanced Typography (AAT) est un ensemble d’extensions de TrueType qui couvre le même champ qu’OpenType, développé indépendamment mais en concurrence du format d’Adobe et de Microsoft (vers 1995), et est le successeur de la technologie maison Quickdraw GX. Il utilise également des concepts repris du format de police Multiple Master, qui permet de dessiner les caractères selon de nombreux axes et rend accessible un nombre à n-dimensions de signes. Apple est actuellement en train d’adapter les règles d’OpenType, et de faire d’AAT un super-ensemble d’OpenType, permettant de fournir des lots très riches, même si cela rend certaines des spécifications originales d’AAT inutiles. L’AAT ne modifie pas les caractères de base, mais influe sur leur représentation durant leur conversion en caractère. Parmi les technologies exclusives de l’AAT, on trouve actuellement :
- plusieurs degrés de contrôle des ligatures ;
- Justification Kachida et substitution ;
- Cross-stream kerning (requis pour l’ourdou nastalique, par exemple) ;
- des substitutions contrôlables indépendamment pour :
  - les chiffres Old Style ;
  - les petites capitales et les grandes capitales ;
  - variantes inclinées ;
  - caractères alternatifs.

Bien qu’OpenType offre toutes ces possibilités (ou presque), l’AAT est bien plus simple d’emploi dans la plupart des cas, ou le contrôle est bien plus fin. Les fonctions de police AAT ne sont supportées que par Mac OS 8, 9 et X.